# Mesopropitec
El mesopropitec (Mesopropithecus) és un gènere extint de lèmurs de mida petita-mitjana que inclou tres espècies: M. dolichobrachion, M. globiceps i M. pithecoides. Juntament Palaeopropithecus, Archaeoindris i Babakotia, forma la família dels lèmurs peresós (paleopropitècids). En el passat es cregué que era un índrid, car el crani és similar al dels sifaques d'avui en dia, però un esquelet postcranial descobert recentment revelà que el mesopropitec tenia les potes anteriors més llargues que les posteriors - un caràcter distintiu que es dona en els lèmurs peresós però no en els índrids.